# Romeo Gavioli
Romeo Alfredo Gavioli (Montevideo, 5 de febrero de 1913 - Montevideo, 17 de abril de 1957) fue un músico, cantante de tango, candombe y director de orquesta típica uruguayo.

## Biografía
Nace en el barrio La Unión de Montevideo, aunque su infancia y adolescencia transcurren en el barrio La Comercial de la misma ciudad.
Estudió violín con el maestro Américo Pioli. En 1926, forma el grupo Los Tres Bemoles, donde toca el violín junto a Mario Orrico (también en violín) y Guillermo Aguirre (en la batería) en los escenarios de Minas y Montevideo.
En 1929 se inicia en la orquesta típica de Juan Baüer y en 1931 pasa a la orquesta de Héctor Gentile, debutando en el Tupi-Nambá, donde conocen a Roberto Fontaina, quien los vincula a Radio Carve.
En 1933, junto a Lalo Etchegoncelay y el contrabajista Panchito Pons se presentan en las fonoplateas de varias radios bonaerenses. Si bien nunca deja de tocar el violín, cada vez más se presenta como el cantante del grupo.
En 1934, integra el renombrado trío Los Carve, que en 1935 cruza a Buenos Aires y se hace conocido bajo el nombre de Los Dandys. 
En 1939 es convocado por el maestro Edgardo Donato para incorporarse a su orquesta como cantante. Trabaja varios años con Donato bajo el nombre de "Romeo Gavio".
En 1943, Gavioli vuelve a Montevideo donde comienza su ciclo más maduro como director, compositor y cantante.
Afiliado al Partido Comunista, fue uno de los principales participantes en la formación de la SUDEI (Sociedad Uruguaya de Artistas e Intérpretes) y, al mismo tiempo, llevó su música a los gremios en conflicto.
En 1954 funda "Casachica" junto a Lalo Etchegoncelay y Luis Amengual, donde grabaron artistas como Cedar Viglietti.
El 17 de abril de 1957 se suicida, lanzando su automóvil a las aguas del puerto de Montevideo.

## Su propia orquesta
En la integración inicial de su orquesta participaron: 
- Romeo Gavioli como cantor y director de la orquesta,
- José Kaplám en el piano y
- Rubén Tovía en el contrabajo,
- David Dullman, Antonio Licans y el propio Romeo Gavioli en violines,
- Rolando Gavioli, José Mateo, Juan y Antonio Bianco como bandoneonistas.
- Rolando Gavioli era el arreglador de las obras.

Muy pronto Gavioli integró los tambores a la orquesta y agregó al repertorio de tangos, valses y milongas, el candombe canción. En 1947, junto a Carmelo Imperio como socio, estrena en el Teatro 18 de Julio la obra teatral El nombre más lindo del mundo, escrita por Wimpi.

## Compositor de tangos y candombes
Es autor de los tangos, entre los que se cuentan:
- María del Carmen
- Pelota de trapo
- Mi Montevideo
- Payaso triste (que en 1996 fue interpretado por Lágrima Ríos en el CD Cantando sueños editado en Uruguay por Ayuí / Tacuabé)

y de los candombes:
- Tinta negra
- Luna carnavalera
- Abuelito blanco
- Fiesta del tambor
- Estampa del 900
- Baile de los morenos (que en 1995 fue interpretado por el Cuarteto Cedrón en el CD Apparition urbaine, editado en Francia),

entre otros.

## Discografía

### LP
- El baile de los morenos (Sondor SLP-026)
- Candombes (Sondor 33023. 1956)
- El creador de melodías  (Sondor 33067)
- Vals de los 15 años (Sondor 33146. 1973)
- Jardín de Francia (Sondor 44191. 1981)
- Borocoto chas chas (Sondor. 1985)
- Lo mejor de Romeo Gavioli (Sondor 4.892-2. 1994)

### Simples
- Compañero bandoneón / Payaso triste (Sondor 5008. 1944)
- Melodía gitana / Baile de los morenos (Sondor 5050. 1946)
- El tren de las once /  (Sondor 5084. 1946)
- La fogata de San Pedro /  (Sondor 5088. 1947)
- El escobero / Montevideo dolorido (Sondor 5119)
- Pastora /  (con Pepita Fernández. Sondor 5153. 1948)
- Candombe de Navidad /  (Sondor 5203. 1948)
- Abuelito Blanco / Bulevar de Paris  (Sondor 5215, 1949)
- Luna carnavalera / Tinta negra (Sondor 5243. 1949)
- Piel morena / 15 años (Sondor 50014)
- El cochero / Estampas del 800 (Sondor 50238)